# Mvuma
Mvuma, auch Umvuma oder Muvumi, ist eine etwa 1400 m hoch gelegene Bergbausiedlung mit etwa 4330 Einwohnern (2012) in der Provinz Midlands in Simbabwe.

## Geografie
Der Ort liegt im Osten Midlands in dem Distrikt Chirumhanzu und ist der größte Ort im Distrikt. Er befindet sich an der Eisenbahnlinie von Gweru nach Masvingo. Ebenso ist dort die Kreuzung der beiden Schnellstraßen A17 und A4.

## Wirtschaft
Mvuma liegt in einem fruchtbaren Umland. Es wird Tabak und Mais angebaut und Viehzucht betrieben. Aber die Erträge sind seit der Landreform zurückgegangen. Ein Problem ist das Ablagern von Bergwerksaushub aus den Orten des nahen Great Dyke, der Giftstoffe enthält und sich negativ auf Wasser und Felder auswirkt.
Mvuma hat ein Krankenhaus, Grund- und Sekundarschulen.